# I Only Have Eyes for You
I Only Have Eyes for You è un brano musicale composto da Harry Warren e del paroliere Al Dubin, scritto per la colonna sonora del film Abbasso le donne e interpretato nel film da Dick Powell.
Già nel 1934 erano state realizzate diverse orchestrazioni e Ben Selvin, Eddy Duchin e Jane Froman, con le loro cover del brano, raggiunsero il successo. In particolare, furono fortunate le versioni dei Flamingos del 1959 e di Art Garfunkel, che nel 1975 raggiunse la prima posizione nella Official Singles Chart britannica.